# Hapoel Petah Tikva FC
Hapoel Petah Tikva FC je izraelský fotbalový klub. Sídlí ve městě Petach Tikva.
Byl založen roku 1934. V roce 1949 se zúčastnil premiérového ročníku izraelské nejvyšší soutěže. Slavnou érou byl přelom padesátých a šedesátých let, kdy získal pět ligových prvenství v řadě, což se žádnému jinému klubu v zemi nepodařilo. V roce 1961 byl také pozván do International Soccer League, kde skončil se dvěma body na posledním místě skupiny. Poprvé v historii sestoupil po sezóně 1975/76, od té doby patří mezi jojo kluby. V roce 2014 postoupil mezi elitu po dvouletém pobytu ve druhé lize.
V letech 1992-1993 byl trenérem klubu Ján Pivarník.

## Úspěchy
- Mistr Izraele: 1955, 1959, 1960, 1961, 1962, 1963
- Vítěz poháru: 1957, 1992
- Vítěz ligového poháru: 1986, 1990, 1991, 2005

## Kompletní výsledky v evropských pohárech
| Sezóna  | Soutěž | Kolo        |            | Soupeř           | Doma | Venku |
| ------- | ------ | ----------- | ---------- | ---------------- | ---- | ----- |
| 1992–93 | PVP    | předkolo    | Norsko     | Strømsgodset IF  | 2–0  | 2–0   |
|         |        | 1. kolo     | Nizozemsko | Feyenoord        | 2–1  | 0–1   |
| 1997–98 | UEFA   | 1. předkolo | Estonsko   | FC Flora Tallinn | 1–0  | 2–1   |
|         |        | 2. předkolo | Dánsko     | Vejle Boldklub   | 1–0  | 0–0   |
|         |        | 1. kolo     | Rakousko   | SK Rapid Wien    | 1–1  | 0–1   |